# Ulises Solis

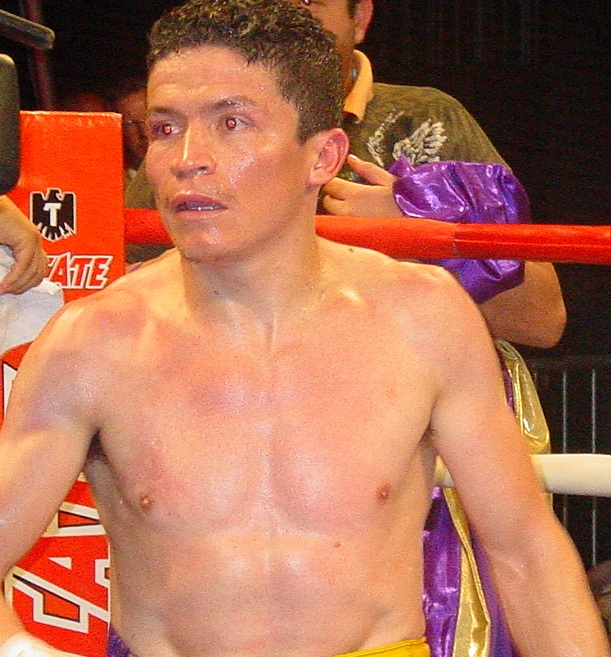
Ulises Solis 2011

Ulises Solis (* 28. August 1981 in Guadalajara, Jalisco, Mexiko) ist ein ehemaliger mexikanischer Boxer im Halbfliegengewicht. 

## Profikarriere
Im Jahre 2000 begann er erfolgreich seine Profikarriere. Am 7. Januar 2006 boxte er gegen Will Grigsby um die IBF-Weltmeisterschaft und gewann einstimmig nach Punkten. Den Gürtel verteidigte er mehrere Male und verlor ihn im April 2009 an Brian Viloria.
Ende April 2011 eroberte er diesen Gürtel abermals, als er Luis Alberto Lazarte durch geteilte Punktrichterentscheidung schlug. Diesmal hielt er den Titel bis zum darauffolgenden Jahr.
Im Jahre 2013 beendete er seine Karriere.